# Tempio dei Dioscuri (Agrigento)
Il tempio dei Dioscuri era un tempio greco dell'antica città di Akragas situato nella Valle dei Templi di Agrigento.

## Descrizione

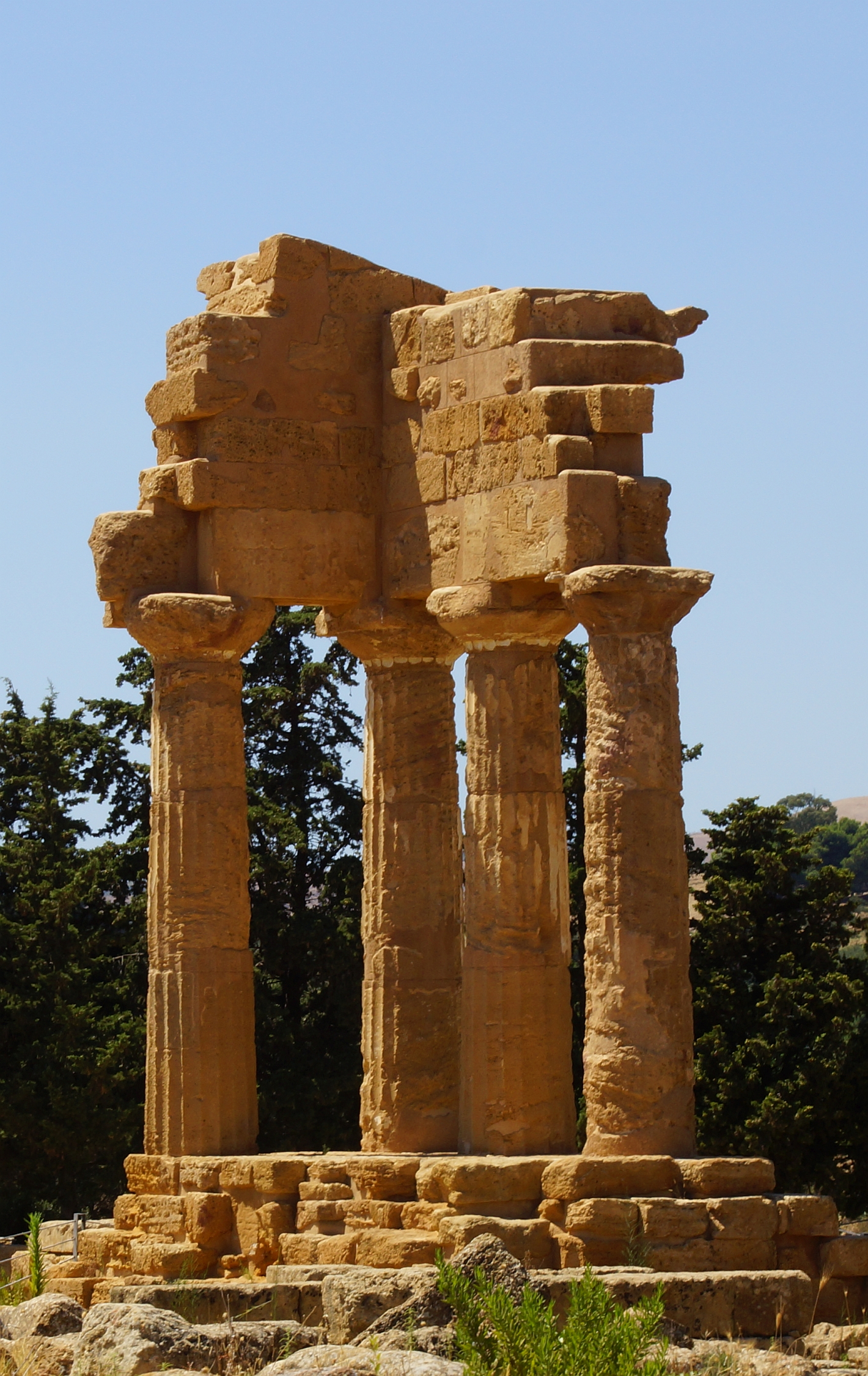
Tempio dei Dioscuri

Sito pochi metri a nord del cosiddetto "tempio L" e ricostruito parzialmente nella prima metà dell'Ottocento con pezzi di varia epoca rinvenuti nella zona, è stato chiamato "tempio dei Dioscuri" o "di Castore e Polluce", figli di Zeus e della regina di Sparta. Sono rimaste solo quattro colonne, a causa di terremoti e incendi, divenute il simbolo di Agrigento.
La rovina insiste sull'angolo nord-ovest di un edificio templare misurante m 31x13,39 allo stilobate (i tagli nella roccia misurano m 38,69x16,62), che è ricostruibile come un periptero dorico di 6x13 colonne, della metà circa del V secolo a.C. Il tempio doveva presentare il canonico insieme di cella terminata da pronao ed opistodomo in antis (visibili pochi resti del vespaio delle fondazioni, e i tagli nella roccia); i resti del geison con ricca ornamentazione scolpita messi in opera nella rovina non appartenevano originariamente al tempio.